# Chirostoma reseratum
Chirostoma reseratum är en fiskart som beskrevs av Álvarez, 1963. Chirostoma reseratum ingår i släktet Chirostoma och familjen Atherinopsidae. Inga underarter finns listade i Catalogue of Life.